# Dème de Loutráki-Perachóra-Ágii Theódori
Le dème de Loutráki-Perachóra-Ágii Theódori (grec moderne : Δήμος Λουτρακίου-Περαχώρας-Αγίων Θεοδώρων) est un dème situé dans la périphérie du Péloponnèse en Grèce. Le dème actuel est issu de la fusion en 2011 entre les dèmes d’Ágii Theódori et de Loutráki-Perachóra.